# Kondenzátor (áramköri alkatrész)

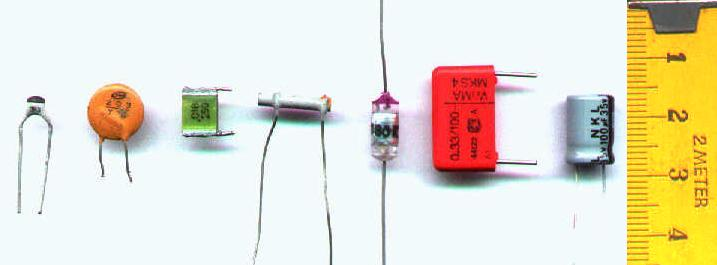
Különféle kivitelű kondenzátorok

Kondenzátor az ami villamosenergia felhasználást szabályozza. Két fajta van bemeneti és kimeneti (llásd 1. ábra)
A kondenzációs kazán és konvektor alkatrész felszerelés egyéb településen listázva.q

## Története
Az első kondenzátor a leideni palack volt, amelyet Pieter van Musschenbroek készített 1746-ban a leideni egyetemen.

## Jellemző paraméterek
A kondenzátor főbb jellemző paraméterei:
- kapacitás;
- névleges feszültség;
- tűrés (pontosság);
- hőmérsékleti tényező;
- frekvenciatartomány;
- polarizált vagy nem polarizált (kivezetések felcserélhetősége);
- maximális váltakozó feszültség;
- soros belső ellenállás (ESR);
- szivárgóáram.

### Kapacitás
A kapacitás a kondenzátor legfontosabb jellemzője. Minden test alkalmas elektromos töltések befogadására, tárolására. Azt, hogy egy kondenzátor mennyire könnyen halmoz fel töltéseket, kapacitásnak nevezik és C-vel jelölik.
Az elektronikában – ellentétben az akkumulátorokkal, amelyek ugyancsak villamos energiát tárolnak – nem feltétlenül a nagyobb kapacitású kondenzátor a „jobb”, mert sok áramkör helyes működéséhez pontosan adott értékű kapacitás (kondenzátor) szükséges, például az oszcillátorok, nagyfrekvenciás szűrő- és csatolóáramkörök.

### Névleges feszültség
A kondenzátor névleges feszültsége az a – kondenzátoron is feltüntetett – legnagyobb feszültség, amelyen a kondenzátor még károsodás nélkül használható. A gyártási eljárástól, az alkalmazott anyagoktól és a felhasználás céljától függően különböző szabványos feszültségekre készítenek kondenzátorokat. 
Tervezésnél ökölszabály, hogy általában az üzemi feszültség a névleges feszültségtől lényegesen kisebb; rendszerint nem lépi túl a névleges feszültség felét. Ez különösen igaz az elektrolit kondenzátorokra.
Ha a kondenzátorra a névleges feszültségnél nagyobb feszültség jut, rendszerint tönkremegy a dielektrikum átütése miatt.

### Tűrés
A kondenzátorok gyártási tűrése szintén fel van tüntetve az eszközön. A gyártási tűrést egyrészt az alkalmazott technológia, másrészt a felhasználás célja határozza meg. Egy hidegítő (szűrő-) kondenzátor tűrése lényegesen nagyobb, mint egy URH-sávra készült rezgőköri kondenzátoré.
Az elektronikai alkatrészekre névleges kapacitásuk szerint hivatkoznak, a tényleges azonban függ:
- a környezeti hőmérséklettől;
- az adott kondenzátor tűrésétől. Utóbbi jelentős is lehet, mert például a legtöbb elektrolitkondenzátort +80% és -20% tűréssel gyártják. [forrás?]

Egy ilyen, névlegesen 1000 µF-os elektrolitkondenzátor kapacitása például 800 és 1800µF között bármekkora értéket felvehet. Abban az esetben, ha nincs feltüntetve vagy a szövegkörnyezetből nem derül ki, akkor kapacitás alatt szobahőmérsékleten a névleges értéket szokás érteni.

### Hőmérsékleti tényező
A hőmérséklet megváltozásával a kondenzátorok kapacitásértéke kismértékben megváltozik. A kondenzátoroknál a kapacitás hő okozta megváltozását a dielektrikum (szigetelő réteg) hőtágulása okozza. 
A hőmérsékleti tényező azt jelenti, hogy 1 °C környezeti hőmérséklet változás hatására a kondenzátor kapacitásértéke milyen változást szenved. Jele: Tk.
Bár a változás nagyon kicsi, kedvezőtlen esetben a nagyfrekvenciás rezgőkörök frekvenciája megváltozhat: ugyanis a rezgőkör tekercsének hőtágulása és a kerámia dielektrikum hőtágulásának együttes hatása már jelentős változást okoz például az URH-rádiókban (elhangolódás). A kvarcoszcillátor és a digitális rádióskála elterjedése előtt (és olcsóbb analóg készülékekben azóta is) a nagyfrekvenciás áramkörökben olyan kondenzátorokat alkalmaztak, amelyek a hőmérséklet változására ellentétesen reagáltak, mint a rezgőköri tekercs.
A – nem színkóddal jelölt – kerámiakondenzátor hőmérsékleti tényezőjét a kondenzátor alapszíne egyértelműen jelöli az alábbiak szerint:
| Alapszín | Jel  | Tk   |
| -------- | ---- | ---- |
| Fekete   | NP0  | 0    |
| Barna    | N33  | -33  |
| Vörös    | N75  | -75  |
| Narancs  | N150 | -150 |
| Citrom   | N220 | -220 |
| Zöld     | N330 | -330 |
| Kék      | N470 | -470 |
| Lila     | N750 | -750 |

### Üzemi frekvencia / ESR
A kondenzátorokra kapcsolható legnagyobb frekvenciát elsősorban a kondenzátor dielektrikumának anyaga határozza meg, másrészt a kondenzátor kialakítása a járulékos induktivitások miatt. A kondenzátorok frekvenciaértékeivel kapcsolatos pontos adatok a kondenzátorok adatlapjaiban találhatóak. Többnyire a soros impedancia frekvencia függését adják meg (ESR).

### Polaritásfüggés
Azokat a kondenzátorokat, amelyek elektromos bekötése nem közömbös – vagyis kivezetései nem cserélhetők fel az alkatrész tönkremenetele nélkül – egyértelműen megjelölik. A jelölés tantál elektrolit kondenzátorok esetén „+” (plusz) jel a pozitív pólus azonosítására, míg elektrolit kondenzátorok esetén a negatív pólust jelölik „−” (mínusz) jellel.

### Maximális váltakozó feszültség
Az elektrolit kondenzátorok érzékenyek a kis értékű fordított polaritású feszültségre is, amelyek szűrő- leválasztó és egyenirányító pufferkondenzátoroknál jelentkezhetnek.

### Maximális áram (ripple current)
Elsősorban a fegyverzetek/elektródok kialakítása határozza meg, a túllépése túlzott melegedéssel jár, ami az eszköz élettartamát jelentősen csökkentheti, akár meghibásodást is okozhat, ugyanakkor a megadott ESR érték sem teljesül.

### Tárolt energia
{\displaystyle W={\frac {1}{2}}CU^{2}}

## Síkkondenzátor

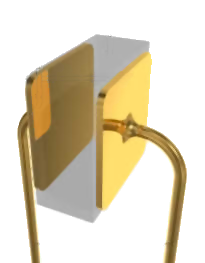
Síkkondenzátor felépítése

A kondenzátor legegyszerűbb változata a síkkondenzátor, amely két párhuzamos fémlemezből (fegyverzet) áll, közöttük elektromos szigetelőanyag , dielektrikum található.
Egy ilyen rendszer kapacitása, ha a dielektrikum a fegyverzetek teljes felületét kitölti:
{\displaystyle C=\varepsilon _{0}\varepsilon _{r}{\frac {A}{d}},}
ahol a 
{\displaystyle d,} a szigetelőanyag (dielektrikum) vastagsága, (a fegyverzetek távolsága)
{\displaystyle A,} a fegyverzetek felülete
{\displaystyle \varepsilon _{0},} a vákuum dielektromos állandója
{\displaystyle \varepsilon _{r},} a szigetelő relatív permittivitása
Síkkondenzátort a nagy méretek miatt csak kis kapacitásokra (jellemzően 20–500pF tartományban) használnak. Változtatható kapacitású síkkondenzátor például a forgókondenzátor vagy a légtrimmer. Elméletileg dielektrikumként tetszőleges elektromosan szigetelő anyagot lehet használni (akár levegőt, gázokat, légritka teret vagy egyes folyadékokat is), azonban az elektródák közötti állandó {\displaystyle d,} távolságot biztosítani kell. Ellenkező esetben a kondenzátor kapacitásértéke nem stabil. A kapacitásérték változását kihasználják például a kondenzátor- és az elektretmikrofonokban.

## Kondenzátortípusok
Az elektronikában a kondenzátorok többféle módon csoportosíthatóak:
- A dielektrikum anyaga szerint
  - levegő (gáz vagy vákuum is);
  - transzformátorolaj;
  - papír+transzformátorolaj;
  - műanyag (például stiroflex);
  - kerámia;
  - fém-oxid (elektrolitkondenzátorok esetén);
  - csillám.

- A kapacitás szabályozhatósága alapján
  - fix értékű;
  - változtatható kapacitású.
- felhasználás célja szerint
  - szűrőkondenzátor (tápegységek),
  - kisfrekvenciás,
  - nagyfrekvenciás,
  - ipari
  - egyéb.

## Gyakorlati megvalósításai
A kondenzátorok felhasználási céljuktól függően különböző névleges feszültségre, eltérő kapacitással és gyártástechnológiával készülhetnek 1 pF-tól több ezer µF kapacitásra. Leggyakoribb kondenzátortípusok:

### Papírkondenzátor

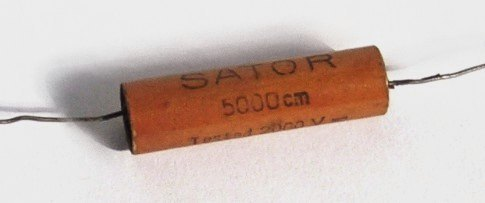
Papírkondenzátor (történeti emlék) 5500 pF kapacitással

Papírkondenzátorokat az 1960-as évekig gyártottak. Olcsó, megbízható, nagy tömegben gyártott kondenzátortípus, régi készülékekben elvétve fellelhető. A papírkondenzátor olajjal impregnált (átitatott), vékony, hosszú papírcsíkból áll, amelynek két oldalán helyezkedik el az ónból vagy alumíniumból készült fóliafegyverzet. A fémfóliához ellenálláshegesztéssel, ritkábban forrasztással rögzítették az elektromos kivezetéseket. A fémfóliák a papírhoz képest középen vagy oldalirányban eltolva helyezkedhetnek el (indukciószegény kivitel). A feltekercselt fóliát papírcsőbe helyezték és végeit bitumennel zárták le.
Maximális üzemi hőmérsékletük az impregnáló olaj függvénye: paraffinolaj használata esetén +45 °C. A nedvességálló kivitelű papírkondenzátorokat kerámiacsőben helyezték el és műgyantával zárták le. A papírkondenzátorok fejlődésének következő állomása a fémezett papír (MP ~ metal paper) bevezetése volt, amelynek eredményeképpen lényegesen egyszerűbb gyártási eljárással, kisebb méretben, jobb tűréssel lehetett előállítani a kondenzátorokat. A papírkondenzátorokat a fóliakondenzátorok teljesen kiszorították.

### Csillámkondenzátor

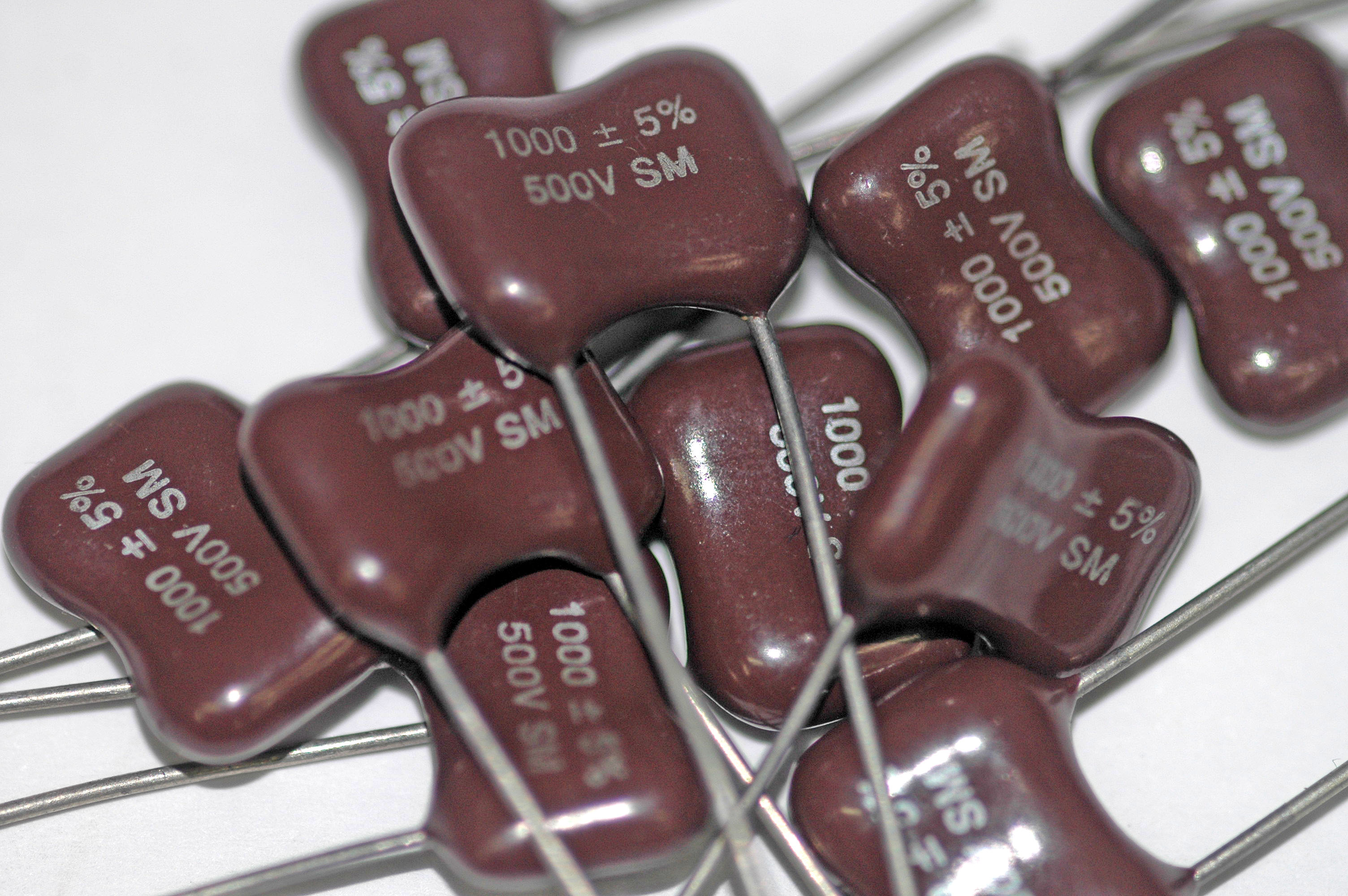
Csillámkondenzátorok

A csillámkondenzátorban dielektrikumként csillámot  alkalmaznak, amelynek két oldalán alumínium vagy vörösréz fegyverzetek vannak vagy az ezüsttartalmú fémréteget közvetlenül a csillám két oldalára viszi fel (SM ~ silver mica). A csillám kiváló elektromos, mechanikai és időálló tulajdonságokkal rendelkezik, emiatt műszerekben, oszcillátorokban elterjedten alkalmazzák.

### Elektrolitkondenzátor

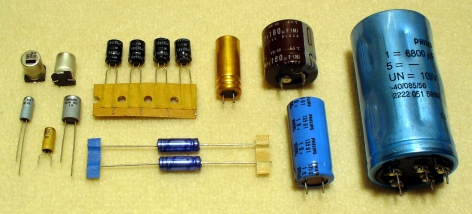
Különböző méretű és kapacitású elektrolitkondenzátorok

Az elektrolit kondenzátorok készülhetnek 
- alumínium,
- tantál vagy
- nióbium

kivitelben.

#### Alumínium elektrolitkondenzátor
Az alumíniumfóliás elektrolitkondenzátor egyik fegyverzete oxidált felületű alumínium, ahol az alumíniumoxid dielektrikumként működik. Így a kondenzátor egyik fegyverzete az alumínium, a másik az elektrolit (folyadék, vagy gél formájában). Kis térfogat mellett nagy kapacitása van: 0,5 μF (mikrofarád)-tól kezdve akár 100 F-ig, veszteségei viszont jelentősek lehetnek. Az elektrolitkondenzátor kapacitása a hőmérséklettel változik (csökkenő hőmérsékletnél csökken a kapacitás, növekvőnél nő):

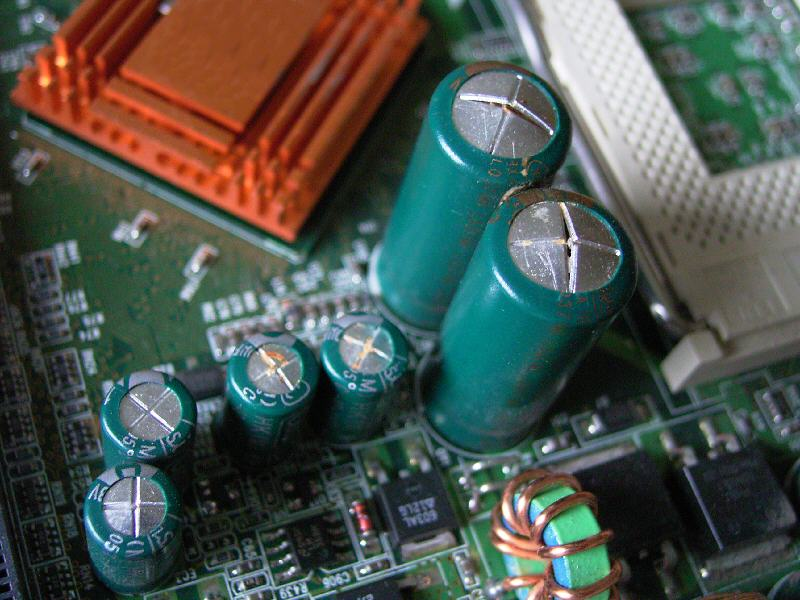
Tönkrement elektrolitkondenzátorok (a túlnyomás hatására felhasadt a kondenzátor fedele)

A kapacitás értéke a +20 °C-on mért (névleges) kapacitáshoz képest:
```
  0 °C-on 70-75%
-10 °C-on 50-60%
-20 °C-on 23-50%
```

Az elektrolitkondenzátor -20 °C alatt tönkremehet.
Az elektrolitkondenzátor kapacitása a reá adott feszültség függvényében, általában -20% és +50% között változhat. A megfelelő formázással és a maximális feszültségérték 50%-án történő használattal az elektrolitkondenzátor élettartama lényegesen megnövelhető.
Az elektrolitkondenzátor legfontosabb felhasználási területe a váltófeszültségből egyenirányított egyenfeszültségek stabilizálása tápegységekben, valamint szűrőkondenzátorként az alacsony frekvenciás váltóáramú összetevők kiszűrése. Általánosságban elmondható róla, hogy nagyfrekvenciás tulajdonságai rosszak, veszteségi tényezője viszonylag magas, értéke bizonytalan (csak nagy szórással, pontatlanul gyártható), ugyanakkor fajlagos kapacitásértéke magas.
Komoly hátránya a polaritásérzékenysége, ugyanis fordított polaritású feszültség hatására az intenzív gázképződés miatt azonnal tönkremegy. Kisebb elektrolitkondenzátorokat a robbanás elkerülése miatt hasadótárcsával, míg az ipari kivitelű elektrolitkondenzátorokat biztonsági szeleppel látják el. Léteznek váltóáramú változatok is, ezekben mindkét fém fegyverzeten van oxidréteg. Ezek fajlagos kapacitása feleakkora.

#### Tantálkondenzátor

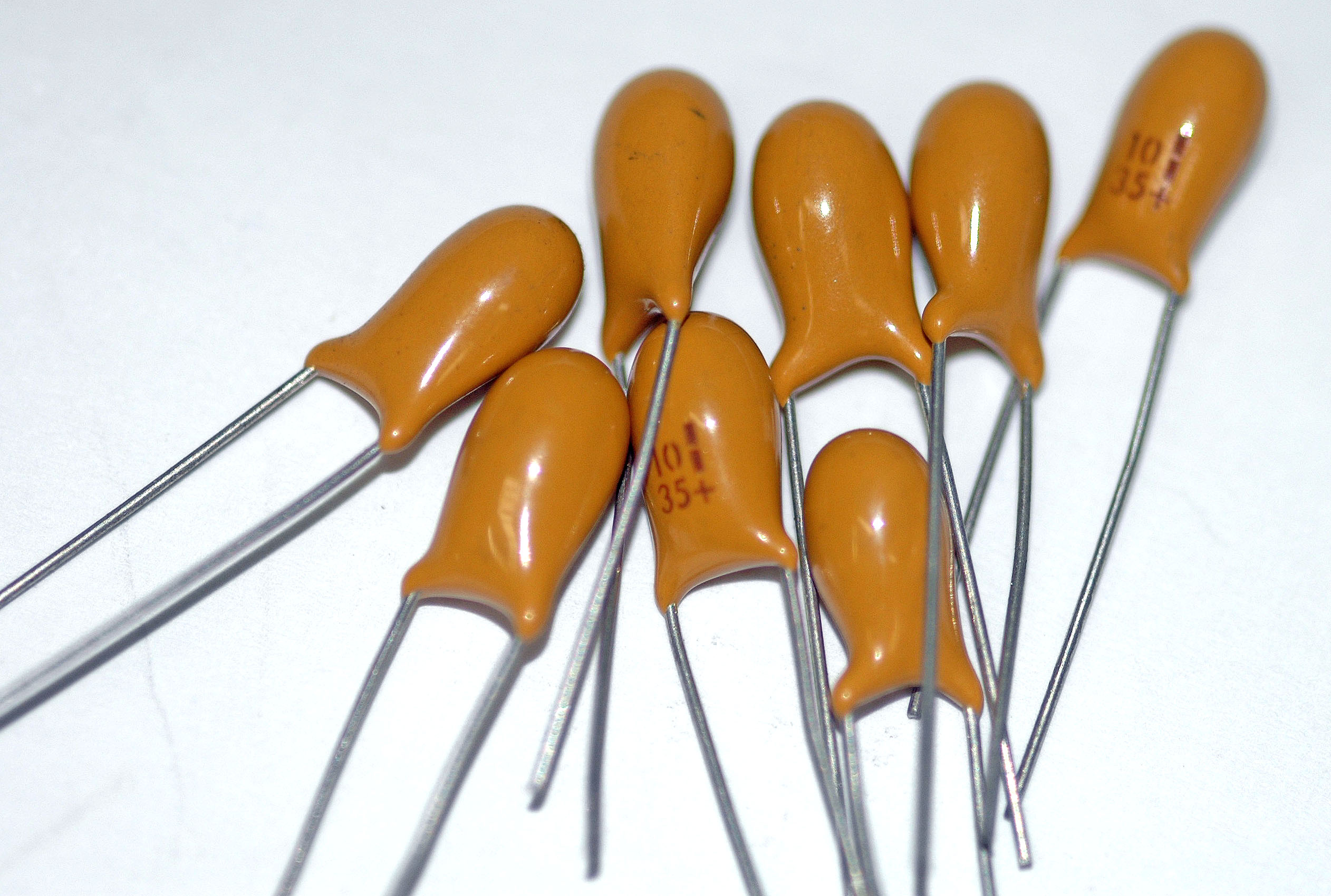
Tantálkondenzátorok

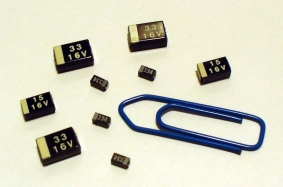
Felületszerelt áramkörbe (SMD) való tantálkondenzátorok (a méretek szemléltetésére egy gemkapocs)

Tulajdonságai hasonlóak az alumínium-elektrolit kondenzátorokéhoz. Fajlagos kapacitása még magasabb, nagyfrekvenciás tulajdonságai pedig sokkal jobbak. Kevésbé öregszik és szélesebb hőmérséklet tartományt visel el. Ára magasabb és alkalmazása körültekintést igényel. A tantál kondenzátorok fordított polaritás, túlfeszültség, illetve nagy áram esetén felrobbanhatnak. A beforrasztható tantálkondenzátorokon „+” jel jelöli  a pozitív pólusú kivezetést.

### Fóliakondenzátor

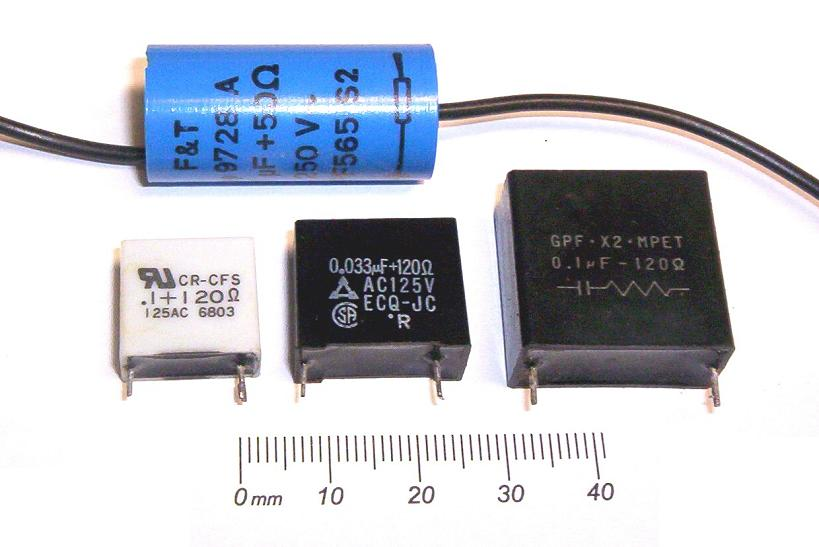
Különféle kialakítású fóliakondenzátorok

A fóliakondenzátor leggyakrabban tömb, illetve tekercselt kivitelben készül. A tömb kivitel szórt induktivitása és ekvivalens soros ellenállása alacsonyabb, ezért magasabb frekvenciákon jobban használható. A tekercselt kivitelt egyszerűbb gyártani, ezért ára alacsonyabb. A modern fóliakondenzátorokban a kivezetések két oldalt teljes felületen csatlakoznak a fegyverzetekhez, így indukciószegény és kis soros ellenállású kondenzátor gyártható.
A felhasznált fólia anyagától függően különböző tulajdonságokra lehet optimalizálni.
- Polisztirol – viszonylag rossz fajlagos kapacitású kondenzátor, rendkívül magas (akár 1000Teraohm feletti) belső ellenállással, korlátozott hőmérséklettűréssel. Kedvező öregedési tulajdonságai miatt precíziós analóg elektronikában alkalmazzák. Veszteségi tényezője alacsony. A polisztirol gyártástechnológiája pl a teflonnal ellentétben kevésbé befolyásolja a belső ellenállást. Ennek eredményeképp pl egy 1nF-os polisztirol kondenzátor belső ellenállása mindig a Teraohm feletti tartományba esik.
- Polipropilén
- Poliészter – leginkább magasfeszültségű alkalmazásra javasolt. Veszteségi tényezője viszonylag magas, ezért nagy frekvenciákon nem használják.
- Poliamid – a poliészterhez hasonló, de magasabb működési hőmérsékletet is tolerál.
- Polikarbonát – kiváló szigetelési tulajdonsági miatt nagy feszültségeknél népszerű.
- Teflon – nagyon kedvező magas frekvenciás tulajdonságokkal rendelkezik, ezért gyakran alkalmazzák mikrohullámú, illetve rádiófrekvenciás alkalmazásokban. Nagyon jó stabilitás, magas átütési szilárdság és kis veszteségi tényező jellemzi, még magas hőmérsékletek mellett is. Hátránya, hogy alacsony dielektromos állandója miatt a fajlagos kapacitása alacsony, valamint igen drága.

### Kerámiakondenzátor

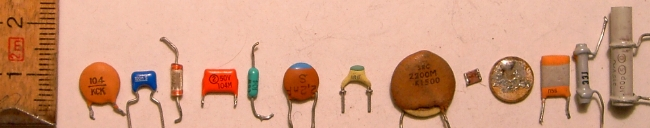
Kerámiakondenzátorok

A kerámiakondenzátor kis méretű, fémezett kerámialemezekből álló kondenzátor. Az egyszerűbbek egy darab tárcsa alakú kerámia lemezből állnak, amelynek két oldalára gőzölögtetik fel a néhány mikron vastagságú ezüst fegyverzeteket. Precíziós kivitel esetén a pontos kapacitásértékeket utólagos megmunkálással állítják be, végül fedőfestéssel látják el. Furatszerelt kivitelű kerámiakondenzátorokat néhány pF-tól kb. 100 nF-ig terjedő tartományban, míg SMD kivitelűeket néhány tized pF és 100uF között gyártanak. Zavaró tulajdonságaik közt megemlítendő a magas feszültség és hőfüggés, valamint a mikrofónia.

### Változtatható kapacitású kondenzátor

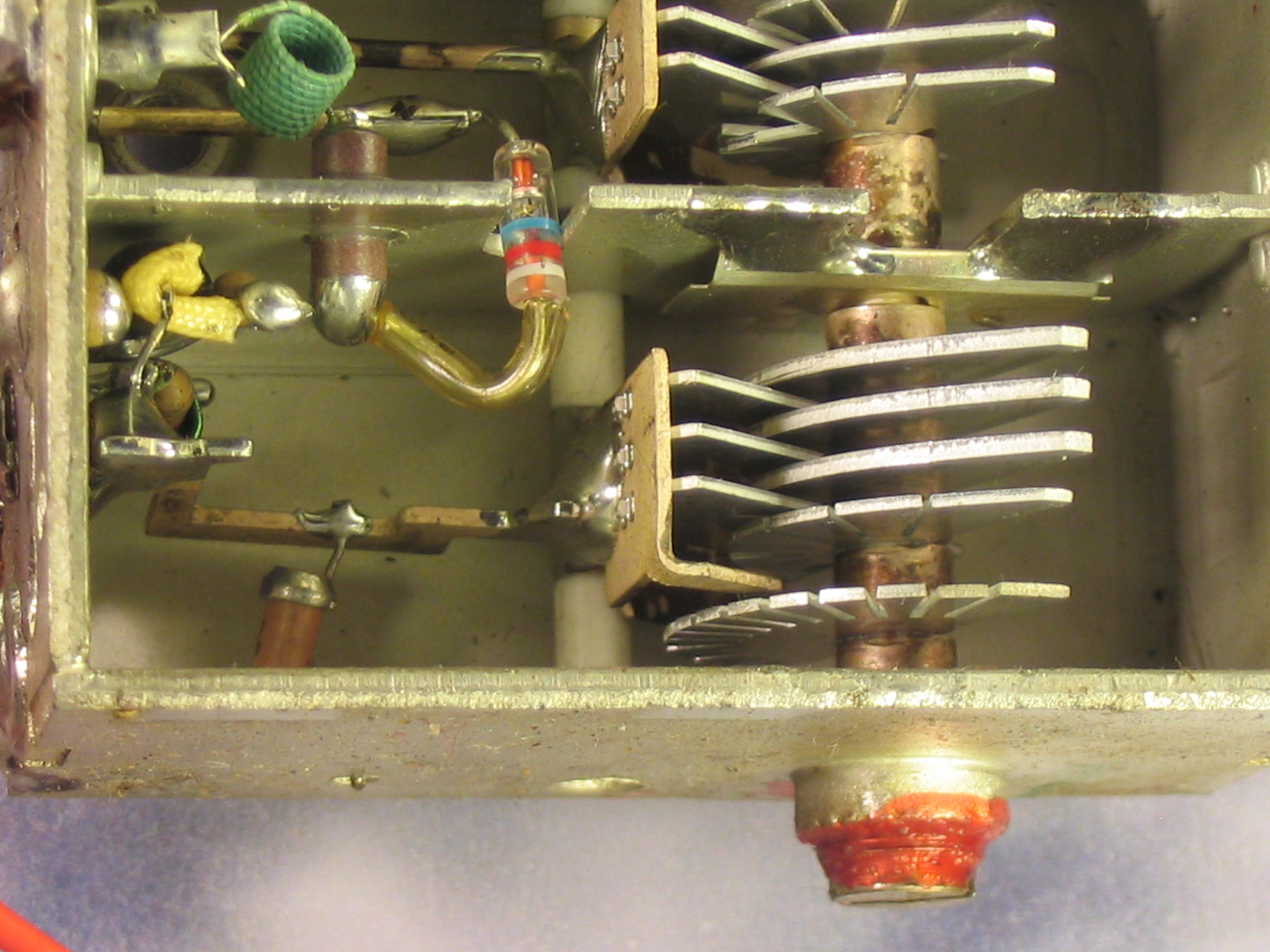
Forgókondenzátor

A változtatható kapacitású kondenzátor legjellemzőbb típusa a forgókondenzátor, amelyet például rádiókészülékek és TV-készülékek hangolására alkalmaztak a varikap dióda és a DDS rádió előtt. 

### Nagyfeszültségű vákuumkondenzátor

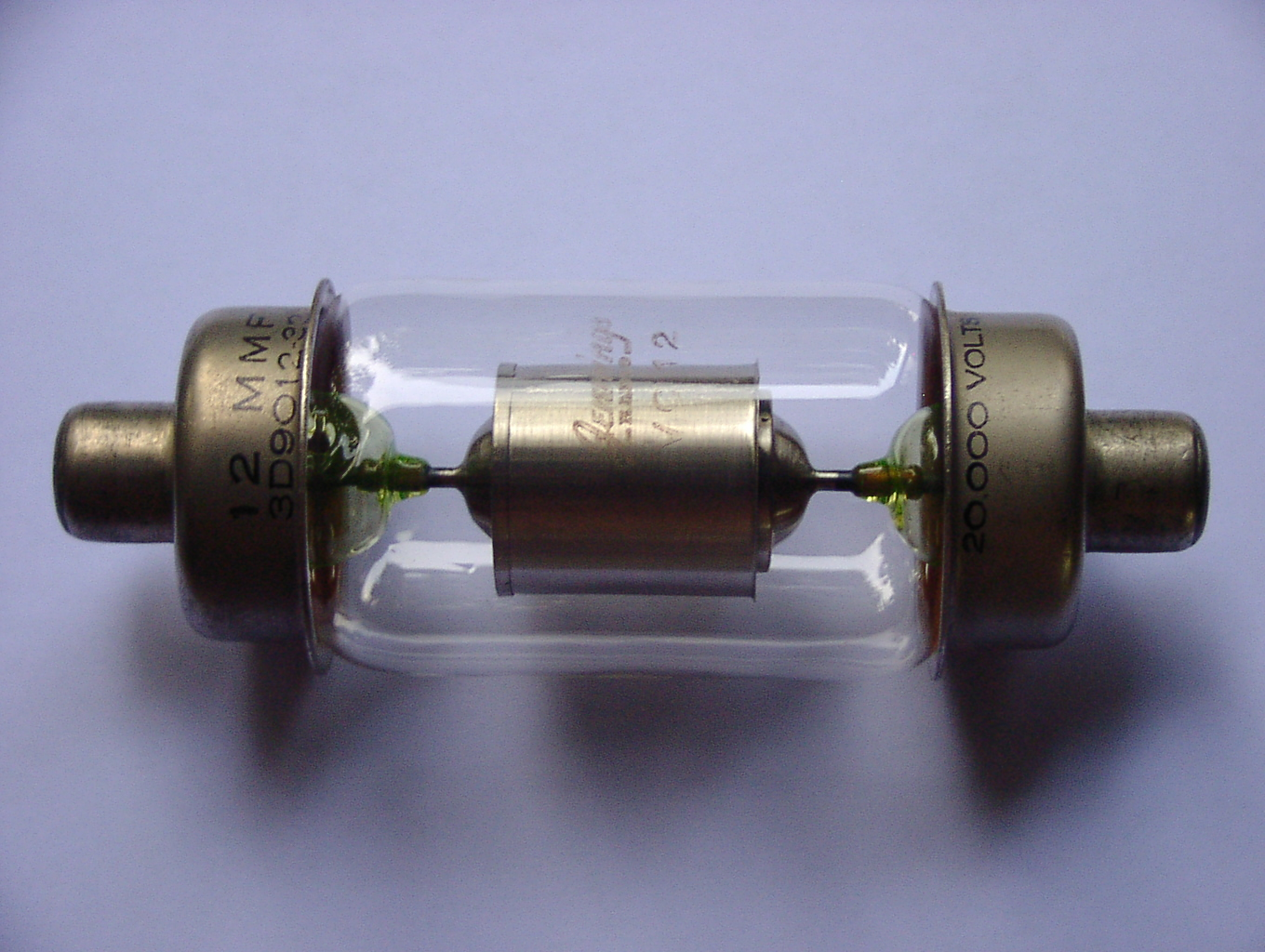
20 kV névleges feszültségű vákuumkondenzátor

A nagyfeszültségű vákuumkondenzátort tipikusan a műsorszóró rádióadókban és a lokátortechnikában alkalmazzák.

### Félvezető kondenzátorok
Bármely p-n átmenetű félvezető felhasználható kondenzátorként. A kapacitás függ a p-n átmenet felületétől és az átmenetre kapcsolt feszültségtől.
Monolit integrált áramkörökben integrált tranzisztorokkal valósítják meg a kondenzátorokat. Az elérhető kapacitás néhány nF, a feszültség 5–20 V közötti. Nagyobb kapacitásértékeket kívülről – diszkrét elemként – csatlakoztatnak az integrált áramkörökhöz.

## A kondenzátor meghibásodása
Egy kondenzátor meghibásodása számos okból bekövetkezhet:
- mechanikai sérülés idegen behatás által;
- túlfeszültség;
- határfrekvencia túllépése;
- rövidzár;
- öregedés, kiszáradás;
- fordított polaritás miatti gázképződés, robbanás.

### Mechanikai sérülés
Kondenzátor mechanikai sérülése történhet
- szakszerűtlen beavatkozás
- erőszakos behatás (például készülék véletlen leejtése)
- ritkán a készülék, berendezés mechanikai rezgései miatt (például elektromotor indítókondenzátora).

### Túlfeszültség, átütés
Túlfeszültség hatására a kondenzátor dielektrikumában olyan mértékű molekulaátrendeződés (polarizáció) történik, amelynek hatására a dielektrikum elveszti szigetelő képességét (átüt). Az átütés kb. {\displaystyle 10^{-8}} s alatt játszódik le. 
Az átütés főbb típusai: 
- Lavina átütés: az elektronok és lyukak két polaritásváltás között akkora mozgási energiát kapnak a tértől, ami elegendő újabb elektron-lyuk pár keltésére. Lavinaszerű töltéshordozó generáció indul be, amelynek hatására a kondenzátor tönkremegy.
- Termikus átütés: az ionizáció külső vagy belső melegedés és az elektromos tér együttes hatására jön létre.
- Kisüléses átütés: zárványokat, üregeket tartalmazó szigetelőkben, például kerámiákban jön létre. A gáz előbb ionizálódik, mint a szilárd fázis. Hatására a zárványok ellenállása lecsökken, így a szilárd dielektrikumban megnő a térerősség. Ha a térerősség nagyobb, mint az adott dielektrikumvastagságra megengedett érték, bekövetkezik a letörés.

Egyes kondenzátorok az átütés hatására nem mennek véglegesen tönkre, mert az átütő elektromos szikra a fegyverzeteket az átütési terület közvetlen közelében elgőzölögteti (papír- és MP-kondenzátorok).

### Határfrekvencia túllépése
A kondenzátor kapcsaira adott feszültség hatására a kondenzátor dielektrikumában molekula-átrendeződés jön létre a kialakult elektromos mező forgató hatása miatt. Váltakozó polaritású feszültség hatására a molekula átrendeződés minden periódusban felcserélődik, a felhalmozódott töltések pedig kisülnek. Amennyiben a polaritásváltás olyan gyakori, hogy a dielektrikum molekulái nem képesek követni, akkor a dielektrikum felhevül, szélsőséges esetben tönkremegy. Bár egy adott kondenzátorra nézve a jelenség káros, de hatását a mezőgazdaságban dielektromos szárítás néven ipari méretekben alkalmazzák, ahol a kondenzátor dielektrikumát a szárítandó termény alkotja.

### Rövidzár

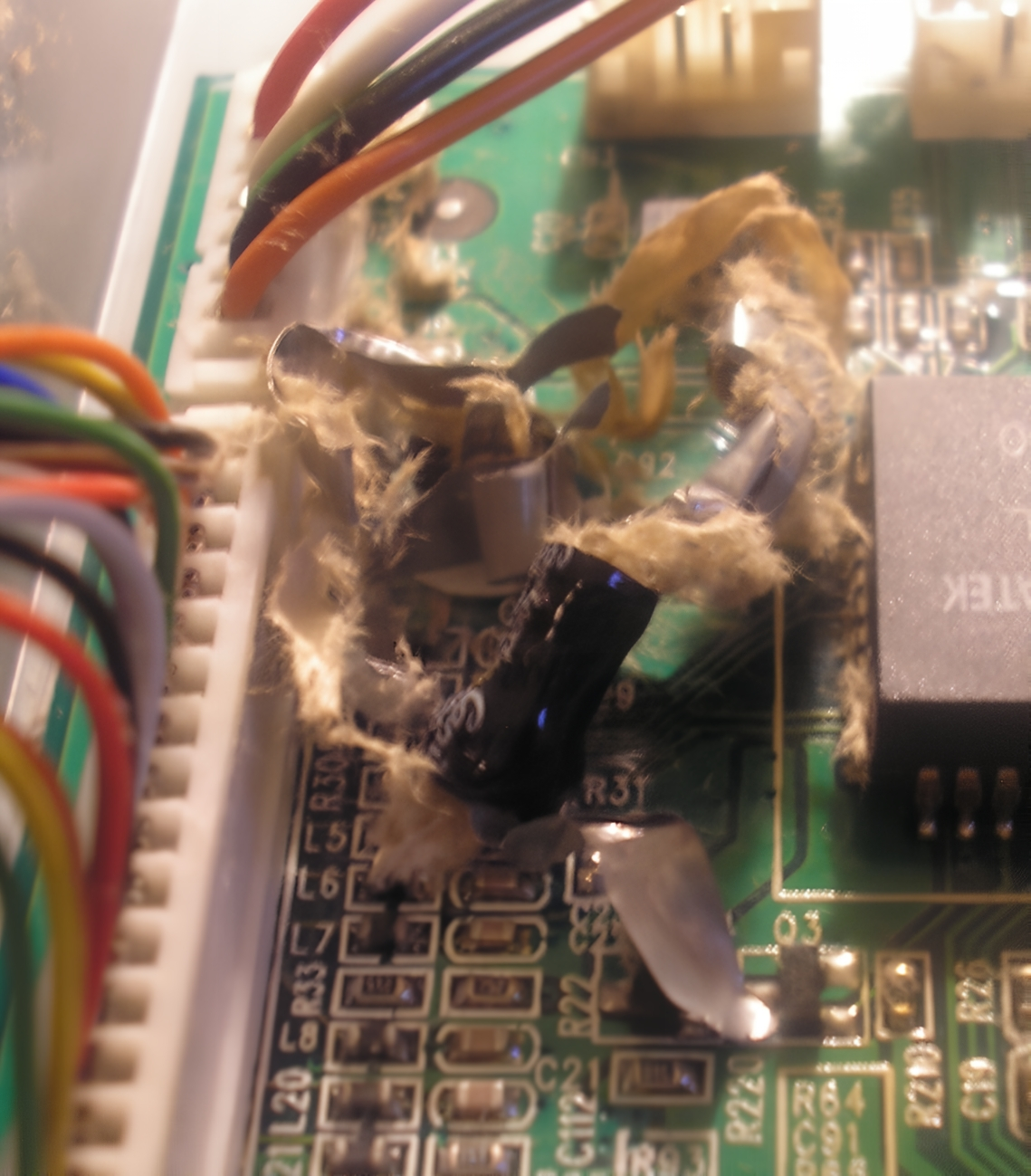
Felrobbant elektrolitkondenzátor maradványai

A kondenzátor jelentős – akár életveszélyes – energiát is képes tárolni (például vaku, mikrosütő, fázisjavító, defibrillátor stb.). A kondenzátor a feszültség rákapcsolásának pillanatában rövidzárként viselkedik, majd exponenciális görbe szerint töltődik, a kisütés pedig értelemszerűen fordított folyamat. Amennyiben a nagy kapacitású és nagyfeszültségű kondenzátor töltési-kisütési folyamatát nem korlátozzák, olyan nagy áramok is folyhatnának, amelyek veszélyeztetnék a kondenzátor vagy a bekötő vezetékek épségét. A rövidzár kialakulását soros kapcsolású korlátozó ellenállással akadályozzák meg.

### Öregedés, szivárgás
A legtöbb kondenzátor anyagának öregedése jóval később következik be, mint a kondenzátort tartalmazó eszköz egyéb tönkremenetele. Kivételt az elektrolit kondenzátorok jelentenek, ugyanis az elektrolit elszivárgása, besűrűsödése esetén a kondenzátor kapacitáscsökkenése, belsőellenállásának növekedése jelentős. Az elektrolit időközbeni elillanását okozhatja a túl magas környezeti hőmérséklet vagy feszültség (mindkettő gázképzéssel jár), vagy a kondenzátor lábainak nem megfelelő, pl tőben történő elhajlítása (ilyenkor a záródugóban a láb feszül, erősen romlik a tömítettség).

### Fordított polaritás
Téves bekötés vagy az egyenirányító meghibásodása esetén az elektrolitkondenzátorokra fordított polaritású feszültség kerülhet, ami intenzív gázképződést, szélsőséges esetben a kondenzátor robbanását is okozhatja.

## Jelölés
Nagyméretű kondenzátor kényelmesen feliratozható és még a gyártó neve, a gyártás dátuma is feltüntethető. A néhány mm-es kerámia- vagy SMD kondenzátorok azonban méretükből adódóan nem adnak lehetőséget minden adat feltüntetésére, így egyszerűsíteni kellett a kondenzátorok jelölését.

### Régi jelölés
A régi jelölés egyszerűsített betű- és számkombinációkat tartalmazott a névleges kapacitás, a tűrés és a névleges feszültség jelölésére.
Egy betűvel jelölték a kapacitásérték prefixumát: p – piko, n – nano, µ – mikro. Ha a prefixum előtt van szám, akkor azt kell értelmezni. Például a 3n = 3nF; 33p = 33 pF stb. Ha a prefixum előtt nincs szám, akkor értéke 0, a mögöttes szám pedig tizedes értékkel számít.  Például: µ470 = 470 nF, n33 = 0,33 nF = 330pF stb. Ha a prefix előtt és mögött is van szám, akkor az előző kettő kombinációja: 3n3 = 3,3 nF.
A tűréseket az ábécé nagybetűivel jelölték, például K = ±10%; előző példa szerint 3n3K = 3,3 nF ± 10% Az F betű soha nem Farad, hanem 1% tűrés.
A kondenzátorok névleges feszültségeit az ábécé kisbetűivel jelölték: a = 50 V, h = 1 kV.
Az u, v, w betű a váltakozó feszültség részére vannak fenntartva: u = 250V~, v = 350V~ és w = 500V~.
Emellett az alapszín adott tájékoztatást az alkatrész hőfokfüggéséről. Így a 10nZw egy 10 nF kapacitású, +80% és -20% tűrésű, 500 V váltakozó feszültségre készült kondenzátor.

### Új jelölés
Az új jelölés az SMD-alkatrészekkel együtt terjedt el, és három számot, valamint egy betűt tartalmaz:
- az első számjegy a tízesek száma;
- második számjegy az egyesek száma;
- a harmadik az utánuk írandó nullák száma (mindent pF-ban adnak meg).
- A nagybetű a tűrést jelzi.

Eszerint az 123K jelű kondenzátor 12000 pF = 12 nF kapacitású és 10%-os tűrésű.

## Rajzjelek

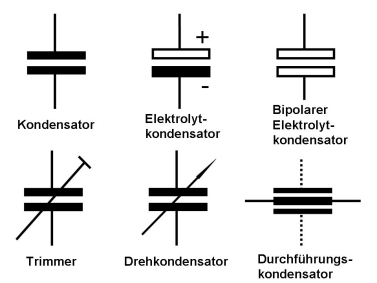
Kondenzátorok rajzjelei
általában, elektrolit, bipoláris
trimmer-, forgó- és átvezető kondenzátor

A rajzjeleket csak az ábrán látható irányban vagy vízszintesen szabad elhelyezni. Kiegészítő jelként a kapacitás értékét, szükség szerint a névleges feszültséget (például 3n3/2 kV) és – bonyolultabb kapcsolási rajzokon – az elem sorszámát tüntetik fel (például C203 jelöli a 203-as számmal azonosított kondenzátort). Azokat a forgókondenzátorokat, amelyek fizikailag össze vannak építve (közös tengelyűek), szaggatott vonallal kötik össze az együttfutás jelölésére.